# Eupithecia irritaria
Eupithecia irritaria är en fjärilsart som beskrevs av Otto Staudinger 1892. Eupithecia irritaria ingår i släktet Eupithecia och familjen mätare. Inga underarter finns listade i Catalogue of Life.